# Tjóðveldi

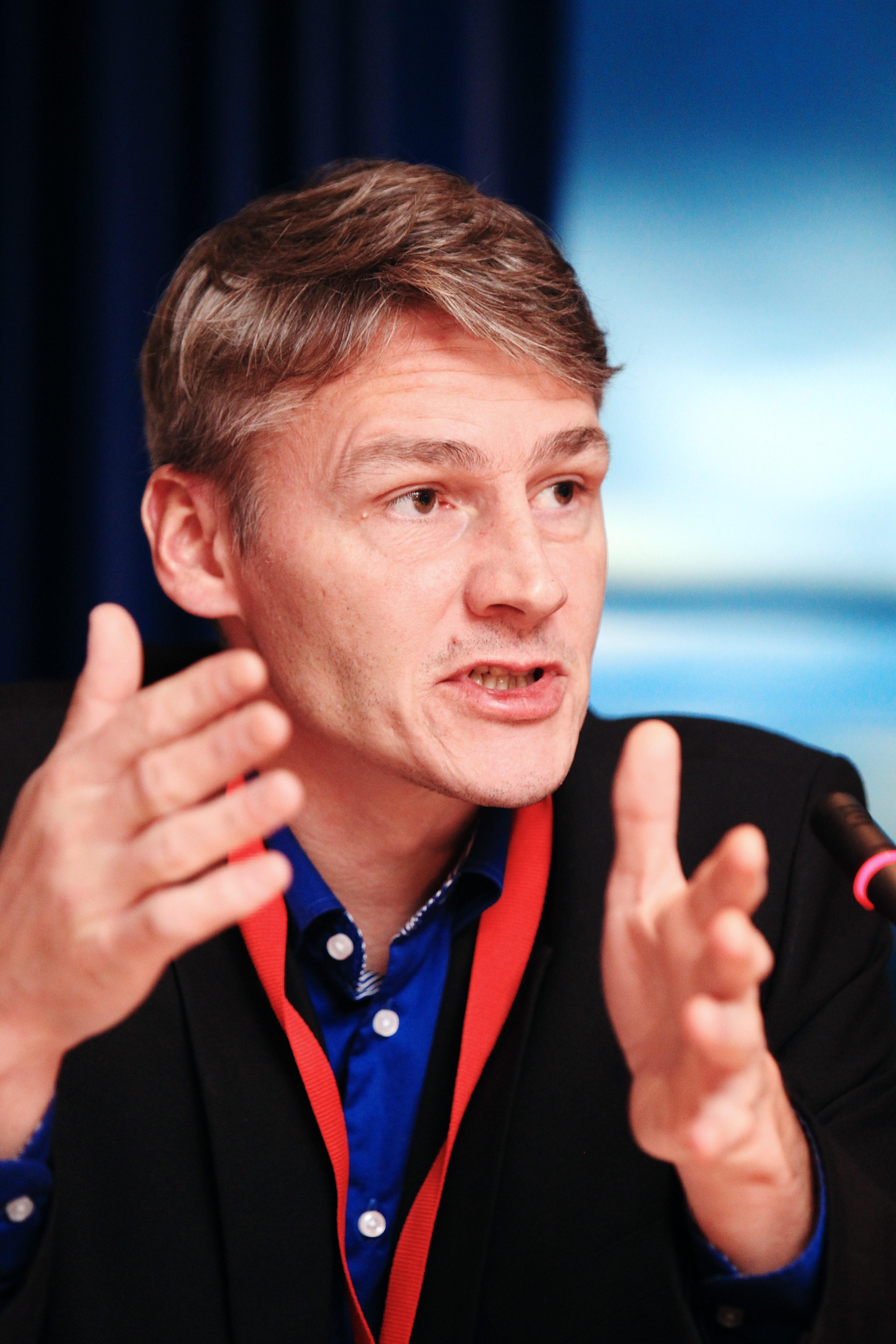
Høgni Karsten Hoydal (* 1966)

Tjóðveldi (v překladu Republika) je originální název faerské Republikánské strany. Jedná se o středolevou stranu, založena byla v roce 1948. Současným předsedou strany je Høgni Hoydal. V posledních volbách (2015) získala strana 7 poslanců v Løgtingu a jednoho poslance ve Folketingu. 